# Moerdijk (België)
De Moerdijk is een gehucht in de Belgische provincie West-Vlaanderen. Het ligt waar de steenweg Torhout-Oostende (de N33) de Moerdijkvaart dwarst, op de grens van Eernegem en Moere.
Ter hoogte van de Moerdijk bevond zich vroeger een tolhuis langs de steenweg Oostende-Torhout, aangelegd halverwege 18de eeuw. Door de aanleg van de steenweg ontwikkelde het gehuchtje zich als een klein handelscentrum. Pieter Jacob Questier uit Ichtegem bouwde er een riante herenwoning, en richtte er een brouwerij, een olieslagerij en een kalkbranderij in. In de 19de eeuw ging de zaak middels een huwelijk over naar de familie Van Sieleghem. Het belang van het gehucht in die tijd in de gemeente Eernegem blijkt uit het feit dat Joseph en Gustave Van Sieleghem een tijd burgemeester van Eernegem waren.
Een deel van het gehucht is sinds 1985 als dorpsgezicht beschermd, meer bepaald de groene boorden van de Moerdijkvaart, de tuinen van de woningen en het erf van een hoeve. Ook de hoeve zelf werd geklasseerd, net als het Witte Huis, een villa met serres, waar soulzanger Marvin Gaye een tijdje woonde. Langs de Oostendesteenweg werden ook het Café Torenhof en enkele aanpalende woningen als monument beschermd. Iets verder noordwaarts langs de Moerdijk is ook het voormalige station van Moere, aan de vroegere spoorlijn 62, beschermd.